# Транспортер дофаміну
Транспортер дофаміну (DAT) також (натрій-залежний транспортер дофаміну) — це мембранний білок, кодований у людини геном SLC6A3 (також відомий як DAT1), який викачує нейромедіатор дофамін із синаптичної щілини назад у цитоплазму нейрону. У цитоплазмі інші транспортери секвеструють дофамін у везикули для зберігання та подальшого вивільнення. Зворотне захоплення дофаміну через DAT забезпечує основний механізм, за допомогою якого дофамін виводиться із синапсів, хоча може бути виняток у префронтальній корі, де докази вказують на можливу більшу роль транспортера норадреналіну.
DAT бере участь у ряді розладів, пов’язаних з дофаміном, включаючи синдром дефіциту уваги з гіперактивністю, біполярний розлад, клінічну депресію, розлади харчової поведінки та розлади вживання психоактивних речовин. Ген, який кодує білок DAT, розташований на хромосомі 5, складається з 15 кодуючих екзонів і має довжину приблизно 64 кб. Докази зв’язку між DAT і розладами, пов’язаними з дофаміном, отримані від типу генетичного поліморфізму, відомого як повторення тандему змінного числа, у гені SLC6A3, який впливає на кількість експресованого білка.

## Функція
DAT є інтегральним мембранним білком, який видаляє дофамін із синаптичної щілини та транспортує його в навколишні клітини, таким чином припиняючи сигнал нейромедіатора. Дофамін лежить в основі кількох аспектів пізнання, включаючи мотивацію винагороди, а DAT полегшує регуляцію цього сигналу.

## Механізм
DAT є симпортером, який переміщує дофамін через клітинну мембрану шляхом поєднання руху з енергетично сприятливим рухом іонів натрію, що переміщуються від високої до низької концентрації в клітину. Функція DAT вимагає послідовного зв’язування та спільного транспортування двох іонів Na + та одного іона Cl – із субстратом дофаміну. Рушійною силою зворотного захоплення дофаміну, опосередкованого DAT, є градієнт концентрації іонів, створюваний Na + /K + АТФазою плазматичної мембрани.
У найбільш прийнятній моделі функції переносника моноаміну іони натрію повинні зв’язуватися з позаклітинним доменом транспортера, перш ніж зв’язуватиметься дофамін. Після зв’язування дофаміну білок зазнає конформаційних змін, що дозволяє як натрію, так і дофаміну від’єднатися на внутрішньоклітинній стороні мембрани.
Дослідження з використанням електрофізіології та радіоактивно міченого дофаміну підтвердили, що транспортер дофаміну подібний до транспортерів інших моноамінів, оскільки одну молекулу нейромедіатора можна транспортувати через мембрану за допомогою одного або двох іонів натрію. Іони хлориду також необхідні для запобігання накопиченню позитивного заряду. Ці дослідження також показали, що швидкість і напрямок транспортування повністю залежать від градієнта натрію.
Через тісний зв’язок між мембранним потенціалом і градієнтом натрію індуковані активністю зміни полярності мембрани можуть різко впливати на швидкість транспорту. Крім того, транспортер може сприяти вивільненню дофаміну, коли нейрон деполяризується.

### Зчеплення DAT–Cav
Попередні дані свідчать про те, що транспортер дофаміну з’єднується з напругозалежними кальцієвими каналами L-типу (зокрема Ca v 1.2 і Ca v 1.3), які експресуються практично в усіх дофамінових нейронах. В результаті зв’язку DAT–Ca v, субстрати DAT, які виробляють деполяризаційні струми через транспортер, здатні відкривати кальцієві канали, які з’єднані з транспортером, що призводить до припливу кальцію в дофамінові нейрони. Вважається, що цей приплив кальцію індукує CAMKII -опосередковане фосфорилювання транспортера дофаміну як наступний ефект; оскільки фосфорилювання DAT за допомогою CAMKII призводить до витоку дофаміну in vivo, активація пов’язаних з транспортерами кальцієвих каналів є потенційним механізмом, за допомогою якого певні речовини (наприклад, амфетамін) викликають вивільнення нейромедіаторів.

## Структура білка
Початкове визначення топології мембрани DAT базувалося на аналізі гідрофобної послідовності та подібності послідовності з транспортером ГАМК. Ці методи передбачили дванадцять трансмембранних доменів (TMD) з великою позаклітинною петлею між третім і четвертим TMD. Для подальшої характеристики цього білка використовувалися протеази, які розщеплюють білки на менші фрагменти, і глікозилювання, яке відбувається лише на позаклітинних петлях, і значною мірою підтвердили початкові прогнози топології мембрани. Точна структура транспортера дофаміну Drosophila melanogaster (dDAT) була з’ясована в 2013 році за допомогою рентгенівської кристалографії.

## Розташування та поширення
Регіональний розподіл DAT був виявлений у ділянках мозку зі встановленими дофамінергічними схемами, включаючи нігростріарний, мезолімбічний та мезокортикальний шляхи. Ядра, які утворюють ці шляхи, мають чіткі моделі експресії. Моделі експресії генів у дорослих мишей показують високу експресію в substantia nigra pars compacta.
Було виявлено, що DAT у мезокортикальному шляху, міченому радіоактивними антитілами, збагачений дендритами та клітинними тілами нейронів компактної частини чорної субстанції та вентральної тегментальної області. Ця схема має сенс для білка, який регулює рівень дофаміну в синапсі.
Фарбування смугастого тіла та прилеглого ядра мезолімбічного шляху було щільним та неоднорідним. У смугастому тілі DAT локалізується в плазматичній мембрані закінчення аксонів. Подвійна імуноцитохімія продемонструвала колокалізацію DAT з двома іншими маркерами нігростріарних терміналів, тирозингідроксилази та рецепторів дофаміну D2 . Таким чином, було продемонстровано, що останній є ауторецептором на клітинах, які вивільняють дофамін. TAAR1 є пресинаптичним внутрішньоклітинним рецептором, який також локалізований разом з DAT і який має протилежну дію ауторецептора D2 при активації; тобто він інтерналізує транспортери дофаміну та індукує відтік через зворотну функцію транспортера через передачу сигналів протеїнкінази А та протеїнкінази С.
Дивно, але DAT не було ідентифіковано в жодній синаптичній активній зоні. Ці результати свідчать про те, що зворотне захоплення дофаміну в смугастому тілі може відбуватися за межами синаптичної спеціалізації, коли дофамін дифундує із синаптичної щілини.
У чорній субстанції DAT локалізується в аксональних і дендритних (тобто пре- і постсинаптичних) плазматичних мембранах.
У перикарії нейронів pars compacta DAT був локалізований переважно в шорсткому та гладкому ендоплазматичному ретикулумі, комплексі Гольджі та мультивезикулярних тільцях, ідентифікуючи ймовірні місця синтезу, модифікації, транспорту та деградації.

## Генетика і регуляція
Ген DAT, відомий як DAT1, розташований на хромосомі 5p15. Ділянка гена, що кодує білок, має довжину понад 64 кб і складається з 15 кодуючих сегментів або екзонів. Цей ген має тандемний повтор зі змінним числом (VNTR) на 3'-кінці (rs28363170) і інший в області інтрона 8. Показано, що відмінності у VNTR впливають на базальний рівень експресії транспортера; отже, дослідники шукали асоціації з розладами, пов’язаними з дофаміном.
Nurr1, ядерний рецептор, який регулює багато пов’язаних з дофаміном генів, може зв’язувати промоторну область цього гена та індукувати експресію. Цей промотор також може бути мішенню фактора транскрипції Sp-1.
Хоча фактори транскрипції контролюють, які клітини експресують DAT, функціональна регуляція цього білка в основному здійснюється кіназами. MAPK, CAMKII, протеїнкінази А та протеїнкінази С можуть модулювати швидкість, з якою транспортер переміщує дофамін, або викликати інтерналізацію DAT. Ко-локалізований TAAR1 є важливим регулятором транспортера дофаміну, який при активації фосфорилює DAT через передачу сигналів протеїнкінази A (PKA) і протеїнкінази C (PKC). Фосфорилювання протеїнкіназою може призвести до інтерналізації DAT (non-competitive інгібування зворотного захоплення), але фосфорилювання PKC-mediated саме по собі індукує функцію зворотного транспортера (витікання дофаміну). Дофамінові авторецептори також регулюють DAT, безпосередньо протидіючи ефекту активації TAAR1.
Транспортер дофаміну людини (hDAT) містить високоафінну позаклітинну ділянку зв’язування цинку, яка після зв’язування цинку пригнічує зворотне захоплення дофаміну та посилює індукований амфетаміном витік дофаміну in vitro. Навпаки, транспортер серотоніну людини (hSERT) і транспортер норадреналіну людини (hNET) не містять сайтів зв’язування цинку. Добавки цинку можуть зменшити мінімальну ефективну дозу амфетаміну, коли він використовується для лікування синдрому дефіциту уваги та гіперактивності.

## Біологічна роль і порушення
Швидкість, з якою DAT видаляє дофамін із синапсу, може мати глибокий вплив на кількість дофаміну в клітині. Найкраще про це свідчать важкі когнітивні дефіцити, моторні аномалії та гіперактивність мишей без транспортерів дофаміну. Ці характеристики мають разючу схожість із симптомами СДУГ.
Відмінності у функціональному VNTR були ідентифіковані як фактори ризику біполярного розладу  та СДУГ. З’явилися дані, які свідчать про наявність зв’язку з сильнішими симптомами абстиненції від алкоголізму, хоча це суперечливий момент. Алель гена DAT з нормальним рівнем білка пов’язана з некурінням і легкістю відмови від куріння. Крім того, підлітки чоловічої статі, особливо ті з сімей високого ризику (відзначені незалученою матір’ю та відсутністю материнської прихильності), які мають 10-алельний повтор VNTR, демонструють статистично значущу спорідненість з антисоціальними однолітками.
Підвищена активність DAT пов'язана з кількома різними розладами, включаючи клінічну депресію.
Було показано, що мутації в DAT викликають синдром дефіциту транспортера дофаміну, аутосомно-рецесивний розлад рухів, що характеризується прогресуючим погіршенням дистонії та паркінсонізму.

## Фармакологія

Ілюстрація дофамінового нейрона з локалізованим слідом амін-асоційованого рецептора 1 (TAAR1) і ефектів агоніста TAAR1 (амфетаміну або слідів аміну, як фенетиламін) на зворотне захоплення дофаміну та його витікання.

Транспортер дофаміну є мішенню для засобів вивільнення дофаміну, інгібіторів транспорту та алостеричних модуляторів.

## Взаємодії
Показано, що транспортер дофаміну взаємодіє з:
- Альфа-синуклеїн,[50][51]
- PICK1,[52]
- TGFB1I1.[53]